# マンダルヨン
マンダルヨン市（マンダルヨンし、タガログ語: Lungsod ng Mandaluyong、英語: City of Mandaluyong）、通称：マンダルヨン（Mandaluyong）は、フィリピンのメトロ・マニラと呼ばれるマニラ首都圏に属する都市である。人口は425,758人。

## 概要
マニラ市の真東に位置しており、パシッグと跨る商業・ビジネスの中心地オルティガス・センターで知られている。市内には、アジア開発銀行、バンコ・デ・オロやサンミゲル・コーポレーションの本社、シャングリ・ラ・プラザやSMメガモールなどのショッピングモールなどの著名な機関や事業所がある。
西にマニラ市、北にサンフアン、北東にケソン市、東にパシッグ、南にマカティと接する。また、陸地面積は21.26km2（8.21平方マイル）で、マカティやマリキナと同じくフィリピンで6番目に小さい都市である。

## 歴史

### 14世紀
マンダルヨンの住民は男性が服を洗濯し、女性がアイロンをかける産業でよく知られている。彼らの祖先はマジャパヒト王国のソレダン王と、ナマヤン王国の女帝で、息子のバラグタス王子が1300年頃国を統治したササバン王妃と言われている。
1470年頃、ラカン・タカン王の時代にナマヤン王国は版図を拡大した。現在のマニラ市・サンフアン・マカティ・パサイ・パテロス・タギッグ・パラニャーケ・パシッグの一部・ケソン市の一部を支配した。

### 19世紀
マンダルヨンが初めて西洋人に知られた時、トンド州のパコ地区のサンタ・アナ・デ・サパのバリオだった。ローマの出資者に因んで聖フェリペ・ネリと名付けられ、1841年にサンタ・アナ・デ・サパから法律上分離された。
1863年9月15日、聖フェリペ・ネリ教区が設置された。
1896年～1898年の革命の中で、この教区はカティプナン(独立を目指す秘密組織)に人を入れる中継役を担った。1896年8月28日、カティプナンのアンドレス・ボニファシオはマンダルヨンの住居で決意表明し、翌29日、マニラを攻撃した。8月30日、聖フェリペ・ネリでの革命を成功させたカティプナンは、サンフアンで武器を増やす為に火薬貯蔵庫を攻撃した。この出来事はサンフアンの戦いと呼ばれている。9月15日、この町で革命新聞の「La Republika」が発行された。

### 20世紀
アメリカ植民地時代、聖フェリペ・ネリは市に昇格した。後にサンフアンと合併し政府庁舎が置かれる。1904年の数か月の間、聖フェリペ・ネリはリサール州の州都だった。
1907年3月27日、サン・フェリペ・ネリはサンフアンから分離し独立市になった。この時マンダルヨンに改名された。
第二次世界大戦中、マンダルヨンで多くの住民が亡くなり、施設が破壊された。しかし、1945年2月9日のアメリカ再占領によってそれ以上の破壊は無くなった。再占領された日はマンダルヨン市民にとって祝日になっている。
戦後、マンダルヨンの経済は劇的に発展し始めた。1950年代～60年代に、多くの社会基盤や会社が発展し、リサール州で元雄も発展した都市と認識された。
1975年11月7日、マンダルヨンはリサール州から分離され新設されたマニラ首都圏に組み込まれた。それは当時の大統領フェルディナンド・マルコスによって署名されました。
1994年4月10日、マンダルヨンはマニラ首都圏で5番目の市になった。

## 気候
マンダルヨンは熱帯気候で、ケッペンの気候区分ではAwに該当する。年間平均気温は27.2℃で、年間平均降水量は2093mmである。2月に降水量は平均8mmで最低となり、8月に最高の448mmになる。5月に平均気温は29.2℃で最高となり、1月に25.5℃で最低になる。
| Mandaluyongの気候                     | Mandaluyongの気候 | Mandaluyongの気候 | Mandaluyongの気候 | Mandaluyongの気候 | Mandaluyongの気候 | Mandaluyongの気候 | Mandaluyongの気候 | Mandaluyongの気候 | Mandaluyongの気候 | Mandaluyongの気候 | Mandaluyongの気候 | Mandaluyongの気候 | Mandaluyongの気候 |
| 月                                    | 1月               | 2月               | 3月               | 4月               | 5月               | 6月               | 7月               | 8月               | 9月               | 10月              | 11月              | 12月              | 年                |
| ------------------------------------- | ----------------- | ----------------- | ----------------- | ----------------- | ----------------- | ----------------- | ----------------- | ----------------- | ----------------- | ----------------- | ----------------- | ----------------- | ----------------- |
| 平均最高気温 °C （°F）                | 29.7 (85.5)       | 30.5 (86.9)       | 32.1 (89.8)       | 33.7 (92.7)       | 33.8 (92.8)       | 32.3 (90.1)       | 31.1 (88)         | 30.6 (87.1)       | 30.7 (87.3)       | 30.9 (87.6)       | 30.4 (86.7)       | 29.7 (85.5)       | 31.29 (88.33)     |
| 日平均気温 °C （°F）                  | 25.5 (77.9)       | 25.9 (78.6)       | 27.2 (81)         | 28.7 (83.7)       | 29.2 (84.6)       | 28.4 (83.1)       | 27.6 (81.7)       | 27.3 (81.1)       | 27.2 (81)         | 27.2 (81)         | 26.7 (80.1)       | 25.9 (78.6)       | 27.23 (81.03)     |
| 平均最低気温 °C （°F）                | 21.3 (70.3)       | 21.4 (70.5)       | 22.4 (72.3)       | 23.8 (74.8)       | 24.7 (76.5)       | 24.5 (76.1)       | 24.1 (75.4)       | 24.0 (75.2)       | 23.8 (74.8)       | 23.5 (74.3)       | 23.0 (73.4)       | 22.1 (71.8)       | 23.22 (73.78)     |
| 降水量 mm （inch）                    | 13.5 (0.531)      | 7.3 (0.287)       | 21.4 (0.843)      | 18.7 (0.736)      | 138.6 (5.457)     | 283.8 (11.173)    | 364.1 (14.335)    | 476.3 (18.752)    | 334.1 (13.154)    | 200.5 (7.894)     | 111.4 (4.386)     | 56.0 (2.205)      | 2,025.7 (79.753)  |
| 平均降雨日数 （≥0.10 mm）             | 4                 | 2                 | 3                 | 3                 | 10                | 16                | 22                | 22                | 20                | 18                | 14                | 9                 | 143               |
| % 湿度                                | 72                | 73                | 66                | 64                | 68                | 76                | 80                | 83                | 81                | 78                | 76                | 75                | 74.3              |
| 平均月間日照時間                      | 176.7             | 197.8             | 225.8             | 258.0             | 222.7             | 162.0             | 132.8             | 132.8             | 132.0             | 157.6             | 153.0             | 151.9             | 2,103.1           |
| 日照率                                | 51                | 61                | 61                | 70                | 57                | 42                | 34                | 34                | 36                | 44                | 45                | 44                | 48                |
| 出典1：Climate-Data.org (Temperature) |                   |                   |                   |                   |                   |                   |                   |                   |                   |                   |                   |                   |                   |
| 出典2：Climatemps.com (Sunshine)      |                   |                   |                   |                   |                   |                   |                   |                   |                   |                   |                   |                   |                   |

## 交通

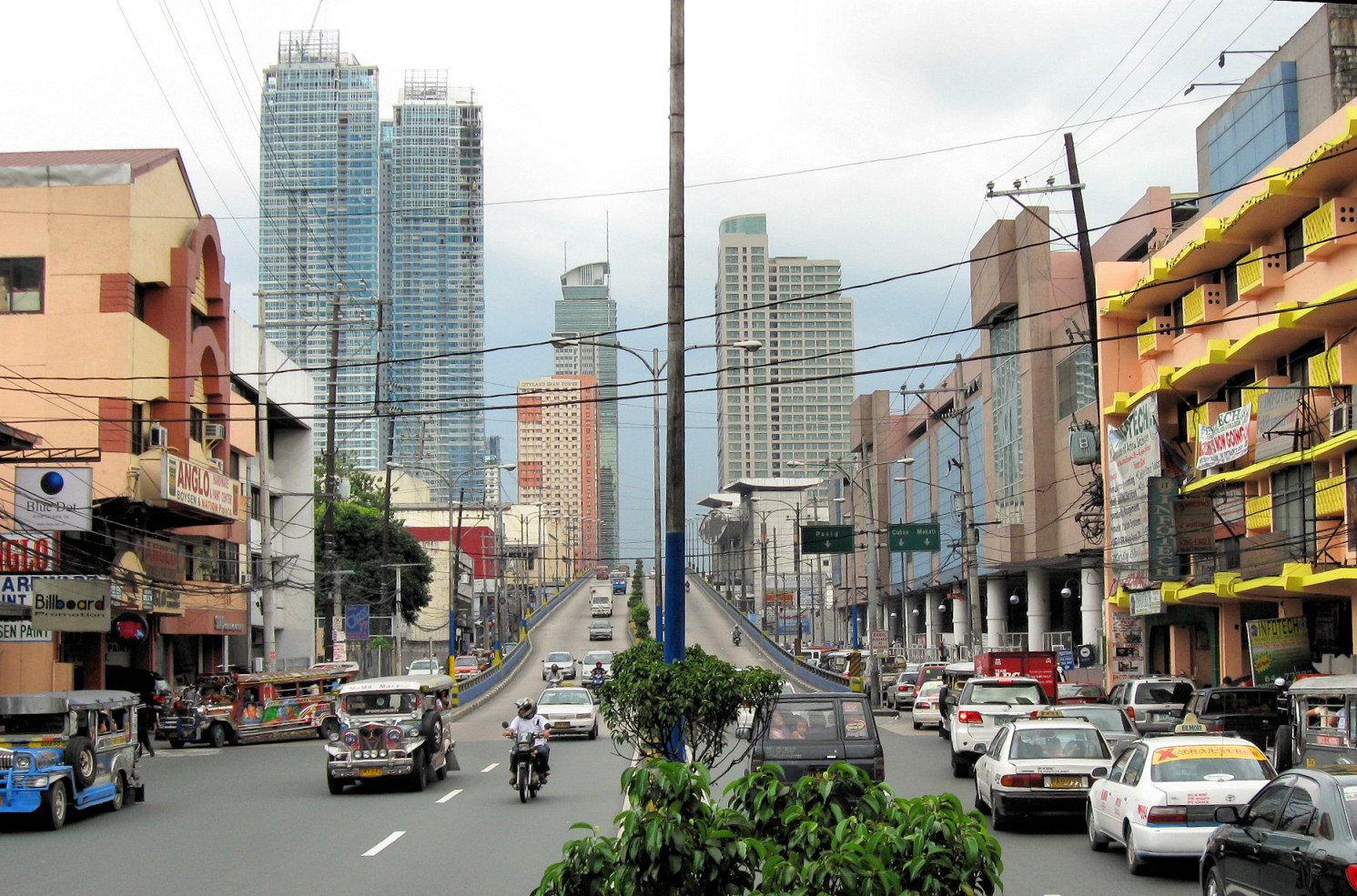
有数の大通りであるショウ・ブルバード

### 飛行機
ニノイ・アキノ国際空港から36分かかる。

### 自動車
マンダルヨンは、マニラ首都圏の主要幹線道路であるエドゥサ通りに面している。また、オルティガス・アベニューやショウ・ブルバードなどの幹線道路が都市間を結んでおり、ボニ・アベニューやマルティネス通り（C-3道路）が市内の代替道路として機能している。 また、ボニ・アベニューの西端とパイオニア通りを結ぶ280mの地下道「ボニ・パイオニア・アンダーパス」やジュリアバルガス・アベニューなどもマンダルヨン市の主要道路である。ジプニーは、市内の通勤・通学者にとって最も一般的な公共交通機関の一つである。ジプニー以外にも、三輪車や歩行者自転車もマンダルヨンの公共交通機関の重要な手段となっている。

### 船舶
マンダルヨン市南端を通るパシッグ川は貨物輸送に利用される。また、パシッグやマニラへの通勤にも利用される。
 The Pasig River Ferry Service has one station in the city.

### 鉄道
エドゥサ通りに並行するマニラ・メトロレール3号線が利用出来る。駅はオルティガス駅、ショウ・ブルバード駅、ボニ駅の3つである。

## 国際関係

### 大使館
マンダルヨンには以下の5ヶ国の大使館が有る。
- マルタ
- ペルー
- スロベニア
- スーダン
- タンザニア

### 姉妹都市
- シレイ(フィリピン・西ネグロス州)
- タグム(フィリピン・北ダバオ州)
- ドバイ(UAE)